# Ibn Sallâm al-Jumahî
Ibn Sallâm al-Jumahî, de son nom complet Abû Abdallah Mohamed Ibn Sallâm al-Jumahî (arabe : أبو عبد الله محمد بن سلام الجمحي) est un philologue et un traditionniste de Basra, né en 756 et mort à Bagdad en 845 ou 846. Il se rendit célèbre par ses Tabaqât, ou « Classes », dans lesquelles il rangea les poètes de l'Islam et de l'Arabie préislamique par ordre d'excellence, et auxquelles se référèrent tous les critiques classiques par la suite.

## Biographie
Ibn Sallâm naquit en 756 à Basra où il étudia les sciences religieuses et l'adab en général, notamment auprès de son père, lui-même très versé en poésie et en lexicographie.
Le rôle de Basra, puis Bagdad, comme centre intellectuel de l'empire musulman permit à Ibn Sallâm d'être en rapport avec un nombre considérable de savants de l’époque, tels les transmetteurs et philologues al-Asmaï, Abu Ubayda, Abu Zayd al-Ansârî, al-Mufaddal al-Dabbî. Il fréquenta également quelques poètes, comme Bashar ou Marwânn Ibn Abî Hafsa.
Ibn Sallâm recueillit des hadîths de la bouche des traditionnistes et les transmit à son tour à des personnalités telles qu’Abu Hatim al-Sidjistânî ou Ahmad Ibn Hanbal et son fils Abdallah. De même, il se fit le transmetteur de traditions à caractère historique, linguistique et littéraire, et de nombreux philologues éminents figurent au nombre de ses auditeurs, tels par exemple Omar Ibn Shabba.
Ibn Sallâm al-Jumahî mourut à Bagdad en 845 ou 846.

## LesTabaqât
Précédées d'une célèbre introduction, les Classes sont divisées en deux grandes parties, Classes de la Jâhiliyya et Classes de l'Islam, chacune contenant dix classes de quatre poètes. Entre ces deux grandes parties, on trouve trois petites classes intermédiaires : Les auteurs de thrènes (arabe : أصحاب المراثي), Les poètes des cités arabes (arabe : شعراء القرى العربية) (Médine, La Mecque, Tâ'if, Bahreïn), et Les poètes juifs (arabe : شعراء يهود).

### L'introduction
L'introduction de l'ouvrage d'Ibn Sallâm est d'une importance fondamentale dans le développement de la critique arabe classique.
Tout d'abord, cette introduction définit la critique de la poésie comme le champ d'exercice du savant (en l'occurrence, du philologue) et consacre ainsi le passage d'une conception préislamique de la poésie comme opération mystérieuse liée au surnaturel à une conception de la poésie comme pratique linguistique, comme art (sinâ'a), susceptible donc d'être l'objet d'une science ('ilm).
La conception de la poésie ici en jeu est celle de la poésie comme savoir ('ilm). La poésie est « le recueil du savoir des Arabes », et en cela la bonne poésie est avant tout la poésie authentique, car il ne faut pas perdre de vue que le grand mouvement de la recension de la littérature préislamique au VIIIe siècle naît surtout de la nécessité de rassembler un patrimoine littéraire susceptible d'aider les savants dans la compréhension et l'interprétation du Coran. On doit donc pouvoir tirer de la bonne poésie soit des informations historiques (mentions de batailles, de lieux, de personnages...), soit des « arguments » linguistiques qui permettront d'illustrer ou d'éclairer des points de langue dans l'exégèse du Coran, notamment dans la perspective d'en tirer une grammaire. Mais on peut également chercher dans la poésie ancienne des sagesses, des conseils, ou encore des expressions poétiques originales.
Ibn Sallâm se préoccupe donc de la question de l'authenticité des sources, pointant du doigt le fait qu'il y a, dans la poésie, un grand nombre de pièces falsifiées, non fiables, « dont on ne peut tirer aucun bien ». Pour critiquer l'authenticité des sources, Ibn Sallâm avance la notion d'ijmâ', de consensus scientifique, déjà utilisée dans les sciences religieuses naissantes. Si tous les savants s'accordent à qualifier un poème de falsifié (mawdû'), alors il faut s'abstenir de le transmettre et l'écarter définitivement.
Enfin, Ibn Sallâm vise dans son introduction à mettre en avant le rôle de l'école de Basra, dont il se réclame, dans l'invention de la grammaire et la mise en place de ses catégories fondamentales. Il cite ainsi de nombreux grammairiens et philologues de cette école, en rapportant leurs opinions et en relevant l'approbation qu'elles rencontrèrent auprès des savants et des hommes de pouvoir, notamment sur les questions des lectures du Coran. Il reconnaît cependant une certaine importance à quelques savants de l'école de Kufa, notamment Al-Mufaddal.

### Les Classes
- La Jâhiliyya

1. Imrou'l Qays, al-Nâbigha al-Dhubyânî, Zuhayr Ibn Abî Sulmâ, al-A'shâ
2. Aws Ibn Hajar, Bishr Ibn Abî Khâzim, Kaab Ibn Zuhayr, al-Hutay'a
3. al-Nâbigha al-Jaadî, Abû Dhu'ayb al-Hudhalî, al-Chammâkh Ibn Dirâr, Labîd Ibn Rabî'a
4. Tarafa Ibn al-Abd, Abîd Ibn al-Abras, Alqama Ibn Abada, Adî Ibn Zayd
5. Khidâch Ibn Zuhayr, al-Aswad Ibn Yaafur, al-Mukhabbal, Tamîm Ibn Ubay
6. Amr Ibn Kulthûm, al-Hârith Ibn Hilliza, Antara Ibn Chaddâd, Suwayd Ibn Abî Kâhil
7. Salâma Ibn Jandal, Husayn Ibn al-Humâm al-Murrî, al-Mutalammis, al-Musayyab
8. Amr Ibn Qamî'a, al-Namir Ibn Tawlab, Aws Ibn Ghalfâ' al-Hujaymî, Awf Ibn Atiyya
9. Dhâbi Ibn al-Hârith, Suwayd Ibn Kuraa, al-Huwaydira, Suhaym
10. Umayya Ibn Hurthân, Hurayth Ibn Muhaffiz, al-Kumayt Ibn Maarûf, Amr Ibn Cha's

- Les auteurs de thrènes
  - Mutammim Ibn Nuwayra, Al-Khansâ, L'Aveugle de Bâhila, Kaab Ibn Saad
- Les poètes des cités arabes
  - Les poètes de Médine : Hassan Ibn Thabit, Ka'b ibn Malik, Abdallah Ibn Rawâha, Qays Ibn al-Khatîm, Abû Qays Ibn al-Aslat
  - Les poètes de la Mecque : Abû Tâlib Ibn Abd al-Muttalib, Al-Zubayr ibn Abd al-Muttalib, Abû Sufyân Ibn al-Hârith, Musâfir Ibn Abî Amr Ibn Umayya, Dirâr Ibn al-Khattâb al-Fihrî, Abû 'Azza al-Jumahî, Abdallah Ibn Hudhâfa al-Sahmî, Hubayra Ibn Abî Wahb
  - Les poètes de Tâ'if : Abû al-Salt Ibn Abî Rabî'a, son fils Umayya Ibn Abî al-Salt, Amr Ibn Habîb Abû Mihjan, Ghaylân Ibn Salama, Kinâna Ibn Abd al-Yâlîl
  - Les poètes du Bahreïn : al-Muthaqqib al-'Abdî, al-Mumazzaq al-'Abdî, al-Mufaddal Ibn Maachar
- Les poètes juifs
  - Samaw'al, Al-Rabi ibn Abu al-Huqayq (en), Kaab Ibn al-Achraf, Churayh Ibn 'Imrân, Saaya ibn Urayd, Abû Qays Ibn Rifâ'a, Abû l-Dhayyâl, Dirham Ibn Zayd
- L'Islam

1. Jarîr, Farazdak, al-Akhtal, al-Râ'î
2. al-Ba'îth, al-Qutâmî, Kuthayyir, Dhû l-Rumma
3. Kaab Ibn Ju'ayl, Amr Ibn Ahmar, Suhaym Ibn Wathîl, Aws Ibn Mafrâ
4. Nahchal Ibn Harrî, Humayd Ibn Thawr al-Hilâlî, al-Achhab Ibn Rumayla, Omar Ibn Laja al-Tamîmî
5. Abû Zubayd al-Tâ'î, al-Ujayb Ibn Abdallah, Abdallah Ibn Hammâm, Nufay' Ibn Laqît al-Asadî
6. Abdallah Ibn Qays Ibn Churayh, al-Ahwas, Jamîl Ibn Maafar, Nusayb
7. al-Mutawakkil al-Laythî, Yazîd Ibn Rabî'a, Ziyâd al-A'jam, Adî Ibn al-Riqâ'
8. 'Aqîl Ibn 'Ulaffa al-Murrî, Bachâma Ibn al-Ghadîr, Chabîb Ibn al-Basrâ', Qurâd Ibn Hanas
9. al-Aghlab al-'Ijlî, Abû al-Najm, al-'Ajjâj, Ru'ba Ibn al-'Ajjâj
10. Muzâhim Ibn al-Hârith, Yazîd Ibn al-Tathriyya, Abû Duwâd al-Ru'âsî, al-Quhayf Ibn Sulaym al-'Uqaylî

### Transmission et édition desClasses des poètes «étalons»
Les Classes de Jumahî ont connu un destin mouvementé. Elles ont vraisemblablement été transmises par oral et remaniées par son neveu, Abû Khalîfa al-Fadl Ibn al-Hubâb al-Jumahî, avant d'être mises par écrit plusieurs dizaines d'années après la mort de leur auteur. Au IXe siècle, quand Jâhiz cite Jumahî, il précise l'isnâd, ce qui indique la présence d'oralité dans la transmission. Au Xe siècle, Ibn al-Nadim attribue à Jumahî dans son Fihrist deux ouvrages distincts : les Classes des poètes jâhilites et les Classes des poètes islamiques.
Les Classes de Jumahî nous sont donc parvenues de façon éparpillée et ont été longtemps considérées comme incomplètes, jusqu'à l'édition de Chaker, publiées au Caire en 1952 sous le titre Les Classes des poètes « étalons » (arabe : طبقات فحول الشعراء). L'édition préparée par Chaker, basée sur des manuscrits plus complets jusqu'alors inconnus, a été saluée pour sa grande qualité, et est devenue l'édition de référence.